# 正四角錐柱
正四角錐柱（せいしかくすいちゅう、elongated square pyramid）とは、8番目のジョンソンの立体で、正六面体の内の1つの底面に四角錐をつけたものである。

## 性質
- 表面積: 一辺を{\displaystyle a}とすると {\displaystyle S=(5+{\sqrt {3}})a^{2}}
- 体積: 一辺を{\displaystyle a}とすると {\displaystyle V={{6+{\sqrt {2}}} \over {6}}a^{3}}

## 関連図形
| 正六面体 （正四角錐を取り除く）   | 正四角錐 （正六面体を取り除く） | 正三角錐柱 （錐の角の数を減らす） |
| 正五角錐柱 （錐の角の数を増やす） | 双四角錐柱 （正四角錐を追加）   | 正四角錐反柱 （45°ねじる）        |